# Сальикело (муниципалитет)
Муниципалитет Сальикело  (исп. Partido de Salliqueló) — муниципалитет в Аргентине в составе провинции Буэнос-Айрес.
Территория — 797 км². Население — 8644 человек. Плотность населения — 10,79 чел./км².
Административный центр — Сальикело.

## География
Департамент расположен на западе провинции Буэнос-Айрес.
Департамент граничит:
- на северо-западе — c муниципалитетом Пеллегрини
- на северо-востоке — с муниципалитетом Трес-Ломас
- на юго-востоке — с муниципалитетом Гуамини
- на юго-западе — с муниципалитетом Адольфо-Альсина

## Важнейшие населенные пункты[2]
| № | Населённый пункт | Населённый пункт (исп.) | Категория | Население чел. (2010) | На карте                        |
| - | ---------------- | ----------------------- | --------- | --------------------- | ------------------------------- |
| 1 | Сальикело        | Salliqueló              | город     | 7617                  | 36°45′08″ ю. ш. 62°57′34″ з. д. |
| 2 | Кенума           | Quenumá                 | поселок   | 653                   | 36°34′12″ ю. ш. 63°05′14″ з. д. |